# Júlio Franque
Júlio Pedro Franque (ur. 29 listopada 1996 w Maputo) – mozambicki piłkarz grający na pozycji bramkarza. Od 2018 jest zawodnikiem klubu Ferroviário Maputo.

## Kariera klubowa
Swoją karierę piłkarską Franque rozpoczął w klubie CD Estrela Vermelha. W 2015 roku zadebiutował w jego barwach w drugiej lidze mozambickiej. W sezonie 2016 awansował z nim do pierwszej ligi. W 2017 roku występował w ENH Vilankulo, a w 2018 przeszedł do Ferroviário Maputo. W 2018 roku wywalczył z nim wicemistrzostwo Mozambiku, a w 2022 zdobył Puchar Mozambiku.

## Kariera reprezentacyjna
W reprezentacji Mozambiku Franque zadebiutował 29 maja 2018 w wygranym 3:0 meczu Pucharu COSAFA 2018 z Komorami, rozegranym w Polokwane.